# 大モーリタニア

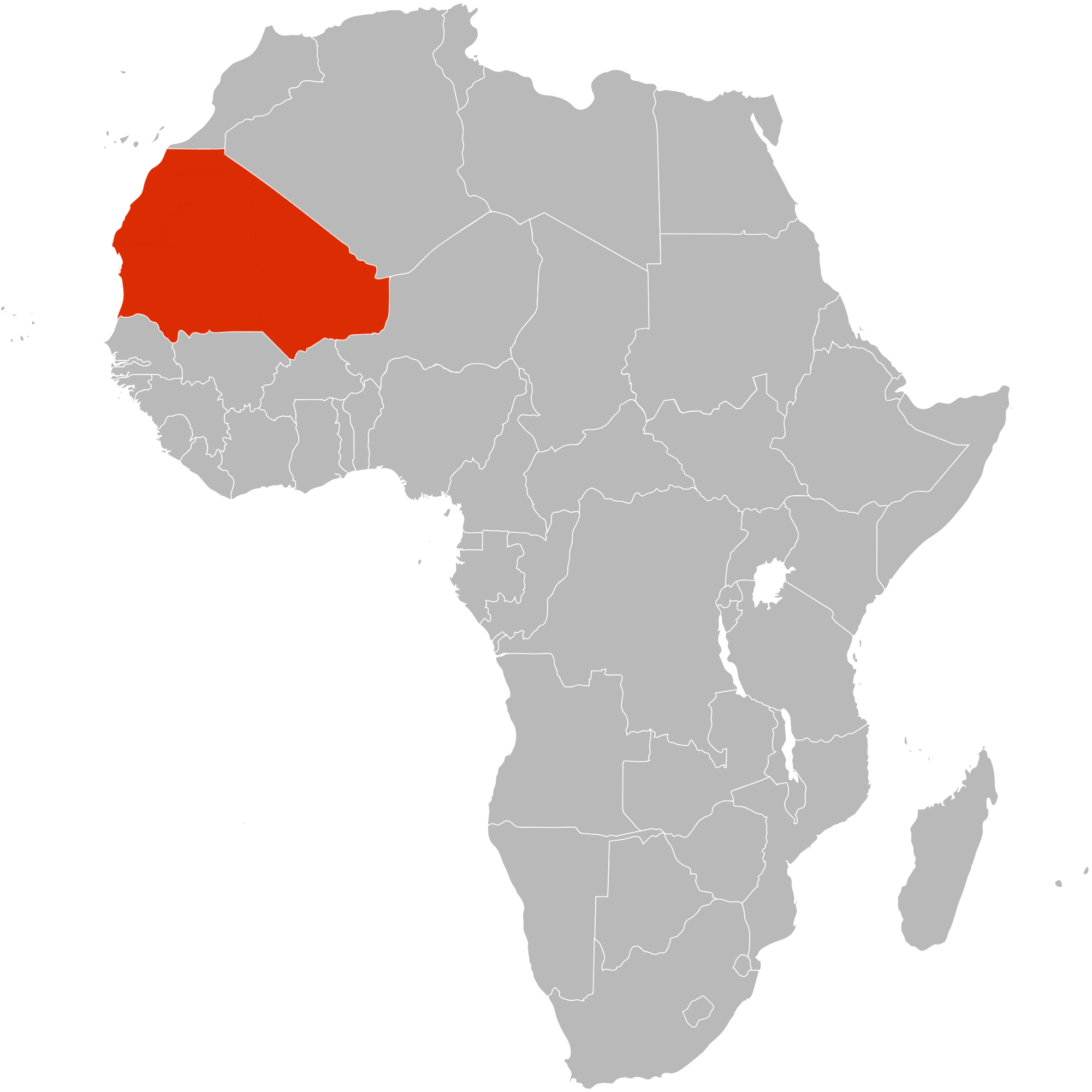
大モーリタニアの領域

大モーリタニア（英語: Greater Mauritania）は、モーリタニアの民族統一主義者が用いる概念である。
その領域は西サハラの他に、サハラ砂漠西部のムーア人やサフラウィ人の居住地域を含む。

## 歴史

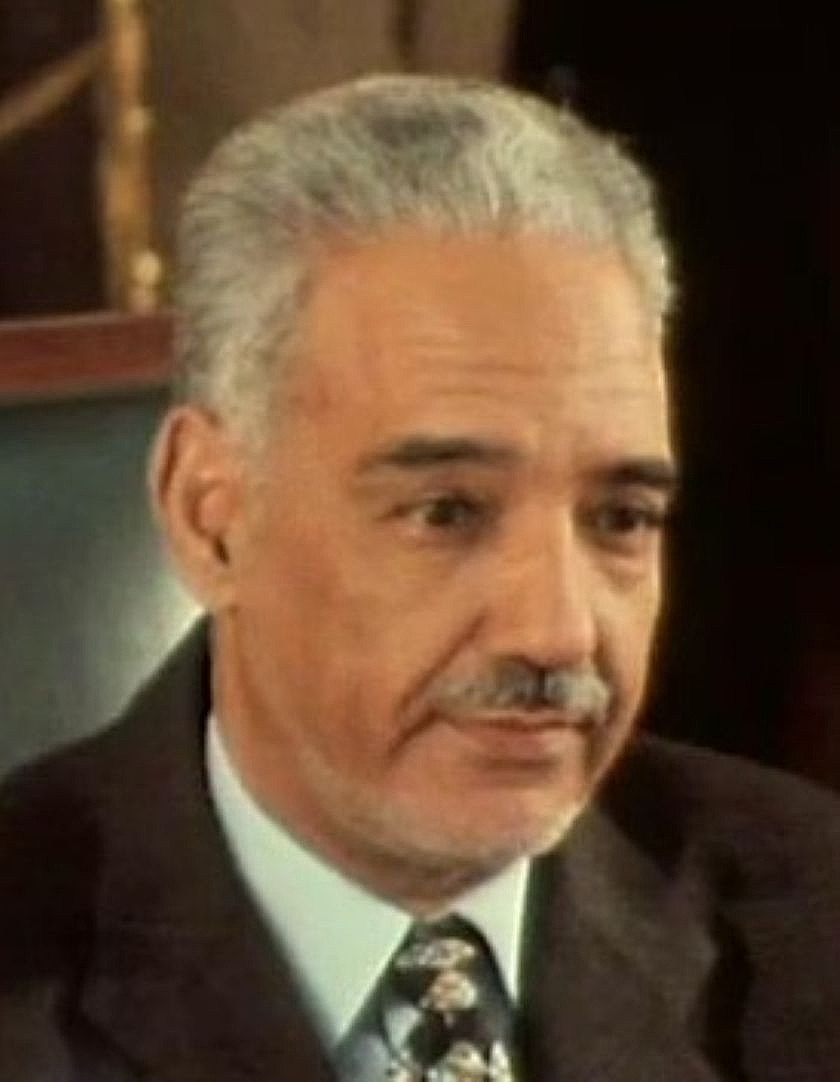
1978年のモクタル・ウルド・ダッダ初代大統領

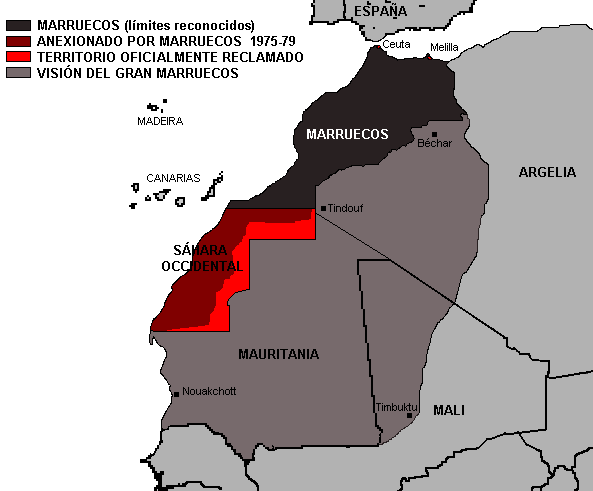
大モロッコの領域

1957年、後にモーリタニアの初代大統領になるモクタル・ウルド・ダッダが、スペイン領サハラを指して最初にこの言葉を用いた。
1960年、モーリタニアが独立を果たしたが、モロッコは承認しなかった。
1969年、モロッコとの間に国交が結ばれた。
1970年、スペインが植民地を放棄し、再び大モーリタニアの主張が広まった。
モロッコが大モロッコを目指して国境を南下させる事をモーリタニアは恐れた。
この「大モロッコ」は、西サハラだけでなくモーリタニア全土も統合する概念である。
西サハラはモロッコとモーリタニアで分割統治を始めた。
1973年、独立を目指す住民がポリサリオ戦線を結成した。
後にアルジェリアとリビアの支援を受ける。
1975年、国際司法裁判所は、西サハラの住民に民族自決権を認め、
1. モロッコへの併合
2. モーリタニアへの併合
3. 独立国家

の3つの選択肢から望むものを選べるとした。
1976年、サハラ・アラブ民主共和国が建国されたが、アルジェリアのアルジェに拠点を置く亡命政府だった。
1978年、モーリタニアはポリサリオ戦線に敗れ、ダッダは失脚した。
1979年、モーリタニアは西サハラへの領土主張を撤回し、ポリサリオ戦線を正当な代表と認めた。
モロッコとの関係は急速に悪化し、クーデターを仕掛けられた事から、ポリサリオ戦線やアルジェリアに接近した。
後にモーリタニアはサハラ・アラブ民主共和国と正式な国交を結ぶ。
現在のモーリタニアでは、どの主要政党も大モーリタニアを目指しておらず、国民も求めていない。
引き続きサハラ・アラブ民主共和国を承認しているが、モロッコとの関係も修復した。
現在は未解決の西サハラ問題からの撤退を目指している。